# 旺根 (施维茨州)
旺根（德語：Wangen）是瑞士联邦施维茨州马尔希区的市镇。该市镇面积为10.86平方千米，海拔高度424米，2018年12月31日人口数为5,053。